# 很久沒哭了
《很久沒哭了》是馬來西亞女歌手符瓊音的第二張錄音室專輯，也是第二張演唱專輯，於2010年12月7日開始預購，原先預計於2010年12月14日發行，但由於預購反應熱烈，順延至2010年12月17日才推出。

## 曲目
1. 最怕冷戰[1]（台視八點檔《獅子的女兒》片尾曲）
  - 詞：姚若龍
  - 曲：陳國華
  - 編曲：蔡政勳
  - 製作人：陳國華
2. 很久沒哭了（衛視中文台《我的夢想型男》片尾曲、台視八點檔《獅子的女兒》片頭曲）
  - 詞：姚若龍
  - 曲：陳小霞
  - 編曲：蔡政勳
  - 製作人：陳建瑋
3. 不服 （台視八點檔《獅子的女兒》片尾預告歌曲）
  - 詞：謝銘祐
  - 曲：陳建瑋
  - 編曲：任中強
  - 製作人：陳建瑋
4. 有你才完整 （台視八點檔《獅子的女兒》插曲、民視週日偶像劇《愛讓我們在一起》片頭曲）
  - 詞：楊培安
  - 曲：蕭煌奇
  - 編曲：蔡科俊
  - 製作人：陳建瑋
5. 喜歡不是愛
  - 詞：黃煥媚
  - 曲：陳國華
  - 編曲：陳國華
  - 製作人：陳國華／陳建瑋
6. WAH WAH
  - 詞：謝廣太／劉虞瑞
  - 曲：謝廣太
  - 編曲：張博彥
  - 製作人：陳建瑋
7. 不能等（feat.楊培安）（台視八點檔《神斷狄仁傑》片尾曲）
  - 詞：何啟弘
  - 曲：陳國華
  - 編曲：陳國華
  - 製作人：陳國華
8. 忘記我 （台視八點檔《獅子的女兒》插曲、民視八點檔《夜市人生》插曲、台視八點檔《春光燦爛豬九妹》片尾曲）
  - 詞：劉虞瑞／吳听徹
  - 曲：吳听徹
  - 編曲：莫菲林
  - 製作人：陳建瑋
9. 斷翅的蝴蝶 （NTV7與新傳媒聯手打造戲劇《血蝴蝶》主題曲、民視八點檔《夜市人生》插曲）
  - 詞：劉虞瑞
  - 曲：陳國華
  - 編曲：陳國華
  - 製作人：陳國華
10. 瀟灑走一回（feat.化學猴子）（2011年全新八點檔《京城四少》主題曲）
  - 詞：陳樂融／王蕙玲
  - 曲：陳大力／陳秀男
  - 編曲：任中強
  - 製作人：陳建瑋

## MV
1. 都市愛情（一）首波主打《很久沒哭了》。（導演：陳勇秀）
2. 都市愛情（二）第二波主打《最怕冷戰》。（導演：陳勇秀）
3. 都市愛情（三）第三波主打《不服》。（導演：陳勇秀）
4. 同場加映（四）第四波主打《忘記我》。（導演：陳勇秀）